# Crépine (cuisine)
Pour les articles homonymes, voir Crépine.

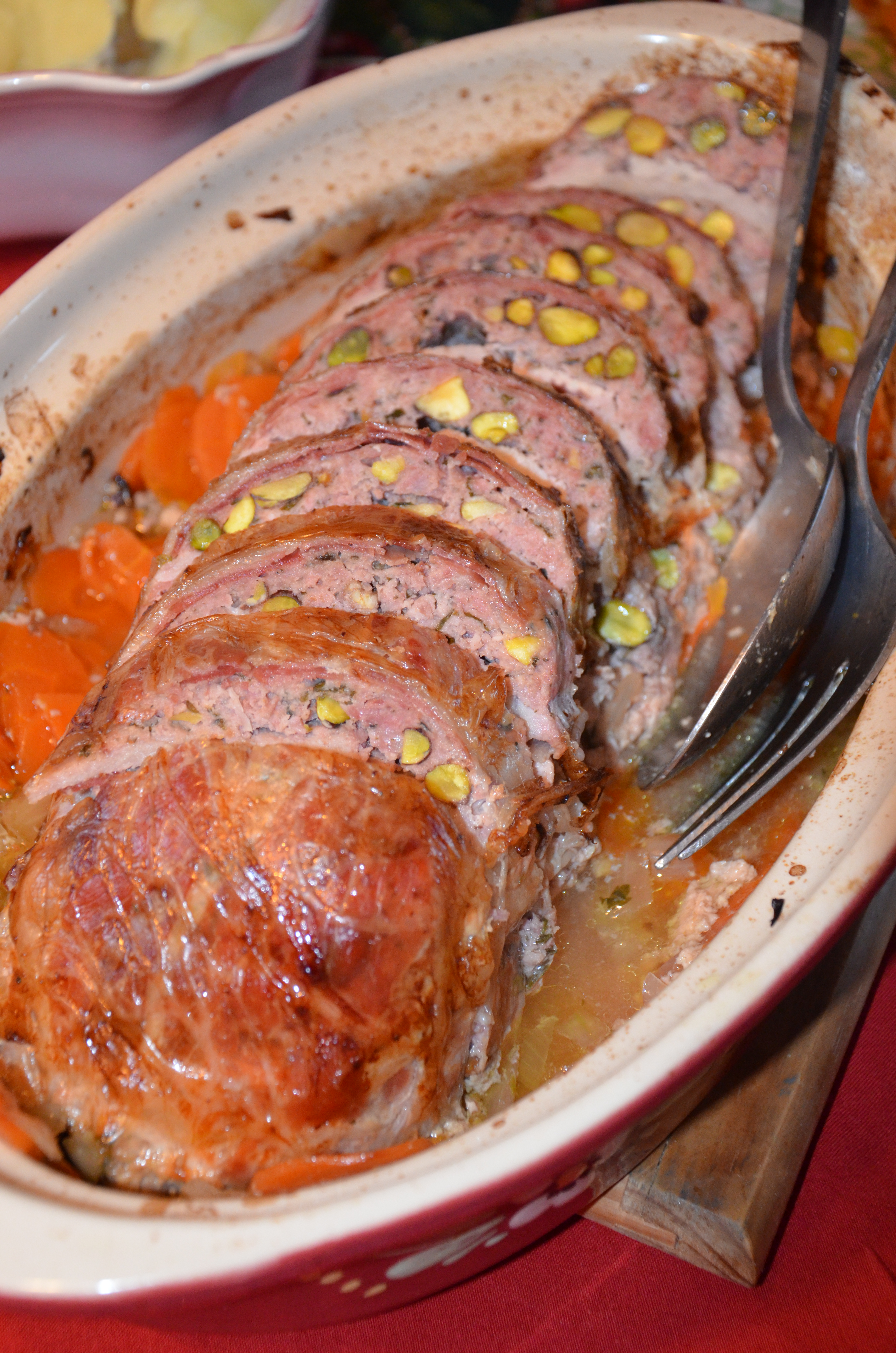
La partie caramélisée au premier plan est la crépine, après cuisson, qui sert à maintenir ensemble les différentes couches du feuilleton de veau.

La crépine, aussi appelée « coiffe » ou « toilette », est l'omentum du cochon ou du mouton, c'est-à-dire une membrane faisant partie du péritoine qui relie deux viscères abdominaux entre eux. Très fine et veinée de lipides, elle est fréquemment utilisée en boucherie et en charcuterie.
La crépine fait partie des abats blancs, c’est-à-dire ceux qui sont préparés, blanchis (donc ébouillantés) ou précuits par le tripier avant sa commercialisation. La plus utilisée est la crépine de porc dans les pays occidentaux, mais dans les pays où le porc est exclu de la consommation pour des raisons religieuses ou culturelles, c’est la crépine de mouton qui est surtout employée.
Cette membrane sert à emballer des préparations culinaires hachées qui se désagrégeraient à la cuisson si elles n’étaient pas maintenues enfermées dans de la crépine. Par exemple pour envelopper des feuilles de choux farcies, des boulettes de viande, des pâtés et recouvrir des terrines de charcuterie, des rôtis, etc. Une de ses utilisations les plus connues est la crépinette qui est une boule aplatie de farce de viande préparée avec divers ingrédients et aromates puis enveloppée d'un morceau de crépine avant d’être cuite au four, en cocotte ou à la poêle.
L’intérêt de la crépine, outre sa fonction de cohérence de la farce de viande hachée, est qu'elle ne modifie pas la saveur de la préparation et disparaît presque totalement (la graisse fond) pendant la cuisson, ne laissant apparaitre sur la pièce cuite que de légères marques.
Les professionnels de la viande la conservent généralement en saumure, et pour l’utiliser il faut la faire tremper dans l’eau froide ou légèrement tiédie pour la débarrasser de la saumure et faciliter son maniement, car cette opération l’assouplit et évite les déchirures.
Moins grasse que la barde, elle est plus digeste et permet d'éviter une trop grande consommation de graisse animale.